# Skaugumsåsen

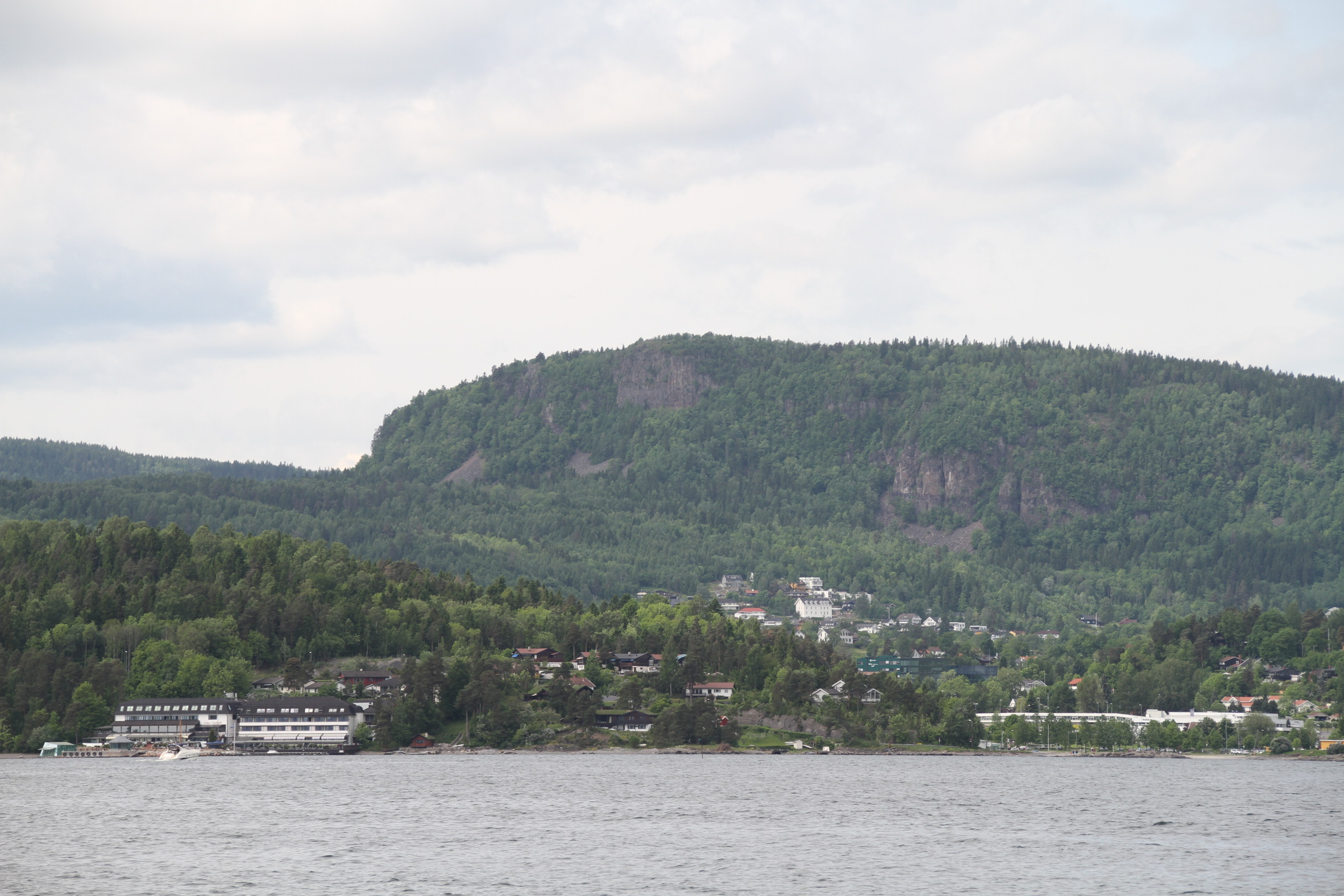
Vy mot Skaugumsåsen från Oslofjorden.

Skaugumsåsen är en del av en utvald "Tusenårsplats" i Norge. Skaugumsåsen är en stor ås i Asker kommun, sydväst om Oslo. Åsen ligger i närheten av kända platser som Semsvannet, Tangen samt det norska kronprinsparets residens och gård Skaugum. Kring åsen och upp till åsen finns många naturstigar. Skaugumsåsens status som viktigt naturområde höjdes när åsen samt området däromkring naturskyddades den 2 oktober 1992.

## Skaugumsåsen i siffror

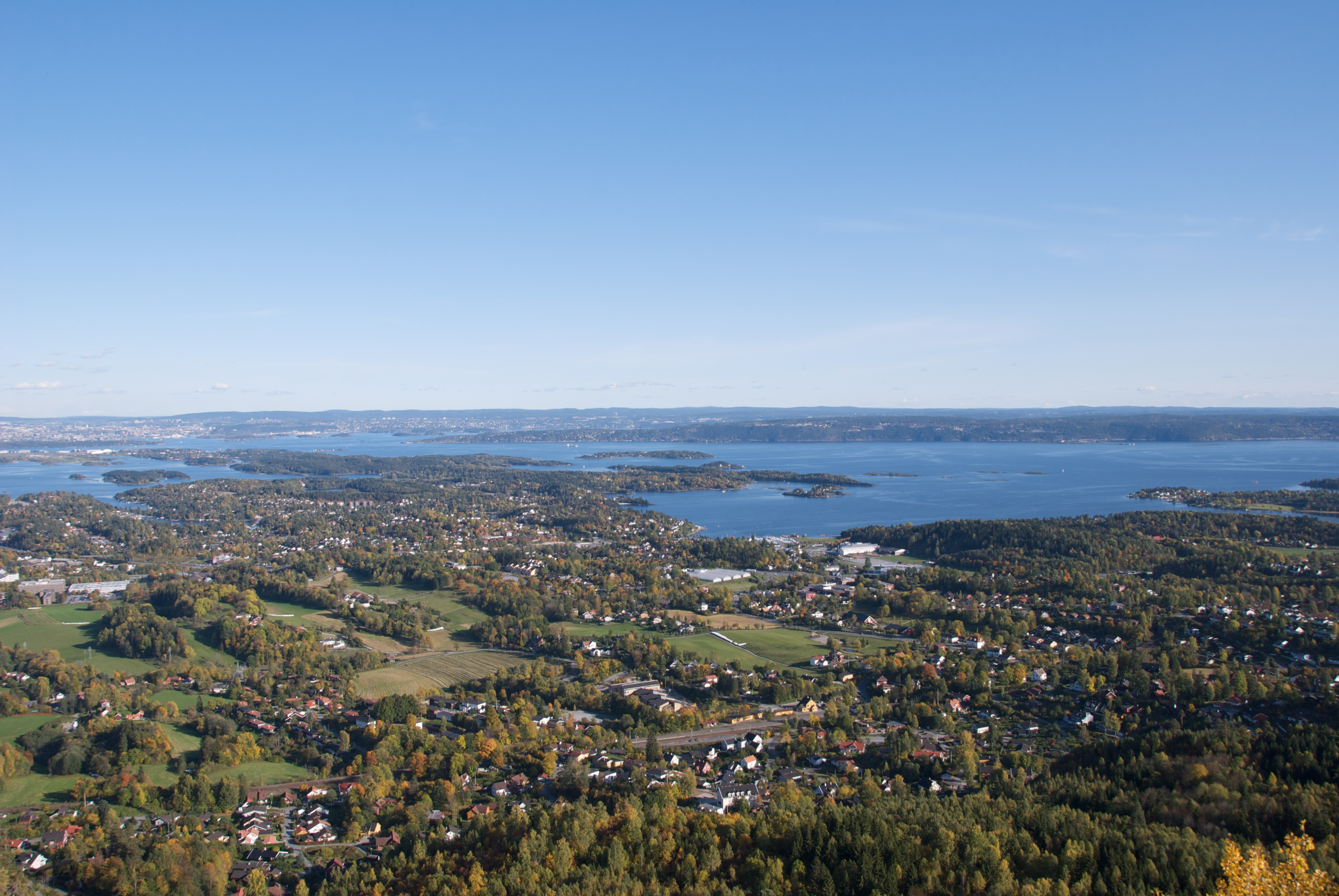
Vy från åsens utsiktspunkt – 349 m ö.h.

Skaugumsåsen är en ås som (liksom t.ex. Söderåsen i Sverige) avtecknar sig tydligt i landskapet, vilket dess primärfaktor (hur dominerande i höjd en ås, ett berg, är jämfört med sin omedelbara omgivning) på 140 meter visar. Skaugumsåsen utsiktspunkt, vid randen av åsen, ligger på 349 meter över havet. Längre in, i centrum av åsen, stiger höjden till 351 meter över havet, vilket är Skaugumsåsens högsta höjd.

## Unik bergart

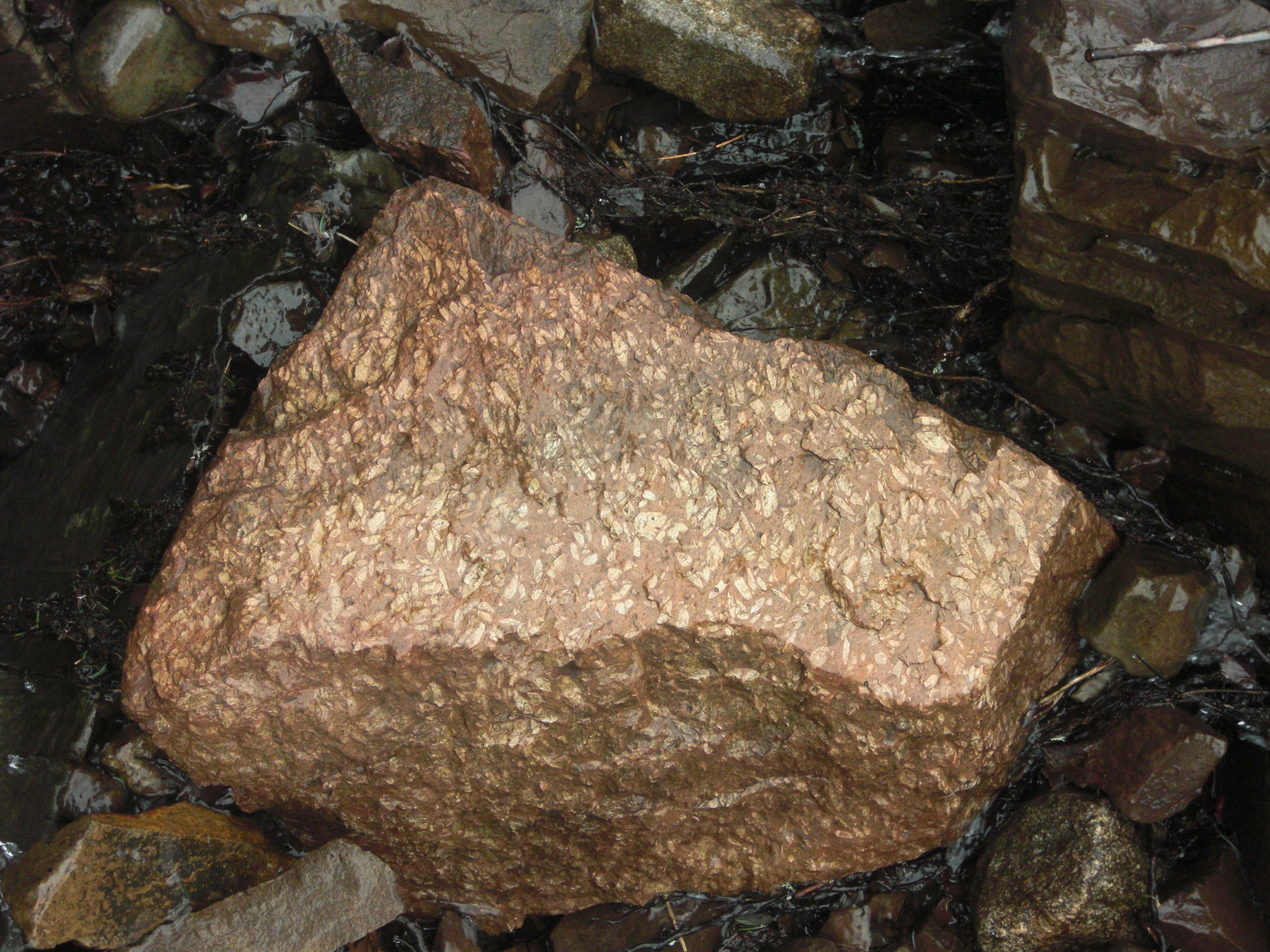
Bergarten Rombporfyr – lavasten – är en viktig del av Skaugumsåsen.

Skaugumsåsen består till delar av en lös bergart, bland annat i stor mängd av så kallad Rombporfyr; en lavasort från 300 miljoner år tillbaka i tiden.
Beroende på vald stig upp till Skaugumsåsens topp, kan den lösa bergarten Rombporfyr vara en utmaning, om än klart möjlig, för en bergsbestigare.

## Kär millennieplats och mål i naturen

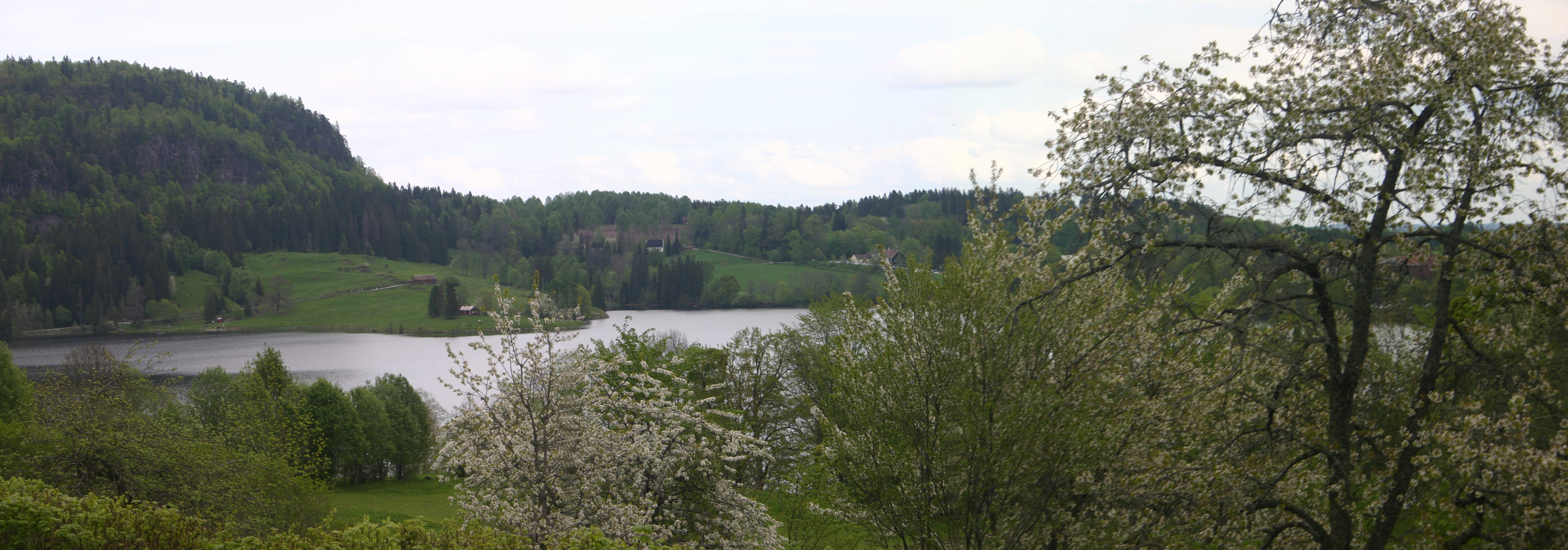
Skaugumsåsen – vy över Semsvannet och Tangen mot åsen.

Skaugumsåsen, tillsammans med Semsvannet och kringliggande område, naturskyddades 1992 – och åsen samt området runt Semsvannet är ett kärt utflyktsmål i naturen för norrmännen. År 1998 anordnade Asker kommuns Tusenårskommitté en omröstning bland sina invånare om vilken plats de önskade som "sitt Tusenårssted" (sin millennieplats). Bland många nomineringar blev Semsvannet med omnejd valt som det finaste och vackraste.